# 托阿布雷
托阿布雷（西班牙語：Toabré），是巴拿馬的城鎮，位於該國中部，由科克萊省的佩諾諾梅區負責管轄，面積1,708.6平方公里，2010年人口85,737，人口密度每平方公里50.2人。